# Polícia das Nações Unidas
A Polícia das Nações Unidas (em inglês:  United Nations Police, UNPOL) é parte integrante das operações de paz das Nações Unidas. Atualmente, cerca de 11.530 policiais da ONU de mais de 90 países estão destacados em 11 operações de manutenção da paz da ONU e 6 missões políticas especiais. A "missão da Polícia da ONU é aumentar a paz e a segurança internacionais apoiando os Estados Membros em conflito, pós-conflito e outras situações de crise para realizar serviços policiais eficazes, eficientes, representativos, responsivos e responsáveis que atendam e protejam a população".

## Resumo
Desde a década de 1960, os Estados-Membros das Nações Unidas contribuíram com policiais para as operações de manutenção da paz das Nações Unidas. As tarefas de policiamento dessas operações eram originalmente limitadas a monitorar, observar e relatar, mas no início da década de 1990, o aconselhamento, a orientação e o treinamento desse pessoal foram adotados nas atividades das operações de paz. A Polícia da ONU, autorizada pelo Conselho de Segurança das Nações Unidas acordo com o Estado de Direito e os direitos humanos internacionais, deve manter a ordem pública, proteger a vida e a propriedade como um substituto total ou parcial da força policial do país anfitrião.
A polícia da ONU consiste em Unidades Formadas de Polícia (FPU), policiais individuais (IPO), equipes especializadas e especialistas civis, que buscam abordagens de policiamento orientadas para a comunidade e baseadas em inteligência para contribuir com a proteção de civis e preservação dos Direitos humanos; abordar, entre outros casos, violência sexual e de gênero, violência sexual relacionada a conflitos, crimes graves e organizados; e conduzir investigações, operações especiais e segurança eleitoral.
A polícia das Nações Unidas fornece serviços de proteção e orientação abrangentes e coesos em 18 missões de manutenção da paz em todo o mundo, desde o Haiti na América Central (MINUSTAH) até as nações africanas do Saara Ocidental (MINURSO), Mali (MINUSMA), Darfur (UNAMID), Libéria (UNMIL), Costa do Marfim (UNOCI), República Centro-Africana (MINUSCA), República Democrática do Congo (MONUSCO), Abyei (UNISFA), Sudão do Sul (UNMISS), Líbia (UNSMIL), Guiné-Bissau (UNIOGBIS), na Àsia, Afeganistão (UNAMA), Iraque (UNAMI), Líbano (UNIFIL) e na Europa, Kosovo (UNMIK) e Chipre (UNFICYP).
No Kosovo e em Timor-Leste, a Polícia da ONU recebeu um mandato executivo para salvaguardar a lei e a ordem, facilitando ao mesmo tempo o lançamento de um novo serviço de polícia doméstica. A missão da Polícia da ONU em Kosovo ajudou a estabelecer com êxito o Serviço de Polícia do Kosovo. Em Timor-Leste, a Polícia da ONU voltou ao seu papel mais tradicional de aconselhamento e supervisão de operações, deixando os distritos do país para a autoridade da Polícia Nacional. Desde a década de 1990, o número de policiais das Nações Unidas em ação aumentou significativamente de 5.233 em março de 1993 para 14.703 destacados em março de 2011, reduzidos para 11.963 em março de 2017.
A Polícia da ONU pode ser implantada ao lado de militares ou de forma independente. Por meio da Visão Global para Polícia, Justiça e Correções, oficiais da Divisão Permanente de Polícia das Nações Unidas também auxiliam as equipes das Nações Unidas nos países, guiadas pelo Coordenador Residente da ONU.

## Deveres
Os deveres e papéis do componente da Polícia da ONU (UNPOL) em uma Operação de Manutenção da Paz ou em uma Missão Política Especial podem variar, dependendo da realidade de cada missão.
As instituições policiais do Estado anfitrião são, muitas vezes, as principais responsáveis pela ligação entre o governo e as questões de segurança. Portanto, a UNPOL desempenha um papel importante na capacitação das instituições de policiamento do governo anfitrião e outras agências de aplicação da lei, especialmente em situações de conflito e pós-conflito, incluindo assistência técnica, co-localização, treinamento e programas de orientação, quando obrigatório.
Essencialmente, existem três categorias diferentes para trabalhar no Componente Policial das Nações Unidas:
1) Como um oficial de polícia individual (IPO): Um IPO é temporariamente destacado, individualmente, para trabalhar nas Nações Unidas e compartilhar seu conhecimento com as instituições policiais do Estado anfitrião. Os esforços das Nações Unidas são para trazer altos oficiais especializados para as áreas de missão. Alguns dos requisitos para trabalhar como Policial Individual, por exemplo, são ter no mínimo 25 anos, no máximo 62, e no mínimo 5 anos de experiência profissional na área policial.
2) Como parte de um componente da Unidade de Polícia Formada (FPU): as funções da FPU incluem o controle de multidões e a proteção dos ativos da ONU. Todo o componente é avaliado como uma unidade antes de ser implantado em uma operação de manutenção da paz.
3) Como funcionário de categorias profissionais e superiores: Este tipo de nomeação pode permitir que você inicie uma carreira nas Nações Unidas, e muitas vezes é necessário um mestrado ou ensino superior. Os salários são mais altos e isso inclui funções especiais em uma missão como Chefes e Conselheiros de Polícia Sênior.
Além disso, a UNPOL pode ser responsável por:
- Desenvolvimento de políticas e orientações: Criação de políticas e orientações e definição dos parâmetros da polícia internacional de manutenção da paz.
- Planejamento estratégico: Fortalecimento dos recursos da Divisão de Polícia e capacidade de conduzir o planejamento estratégico.
- Processos de seleção e recrutamento: Melhorar os esforços para recrutar, selecionar, implantar e fazer a rotação de pessoal altamente qualificado em missões. Aumentando o número de mulheres no serviço de Polícia da ONU.
- Apoio operacional às missões através da Capacidade de Polícia Permanente: Aumentar a eficácia do apoio operacional prestado pela Capacidade de Polícia Permanente.
- Resposta à Violência Sexual e de Gênero (SGBV): Fortalecendo sua resposta à violência sexual e de gênero e criando orientações para auxiliar seus policiais.
- Liderança global, parcerias e cooperação regional: liderando a área de policiamento internacional e desenvolvendo parcerias para uma execução mais eficaz de seus mandatos.

## Operações atuais

### Guiné
O Escritório do Alto Comissariado das Nações Unidas para os Direitos Humanos (OCHR) expressou sua profunda preocupação com o uso excessivo da força pelas forças de segurança da Guiné contra os manifestantes antes das eleições presidenciais há muito adiadas. Um homem foi morto e mais de 60 outros ficaram feridos quando as forças do governo usaram munição real em seu esforço para conter as manifestações na capital Conacri.
O Escritório disse que embora aprecie que as autoridades têm uma tarefa difícil em lidar com as manifestações, que em alguns casos degeneraram em violência, incluindo o lançamento de pedras. Mas disse acreditar que as forças do governo cometeram graves violações de direitos ao atirar indiscriminadamente contra civis desarmados, às vezes à queima-roupa; invadir e saquear casas particulares; e espancamento severo de jovens que não ofereceram resistência. Algumas das operações das forças de segurança parecem ter como alvo áreas inteiras indiscriminadamente e pouco esforço foi feito para distinguir entre manifestantes violentos e aqueles que não participaram das manifestações, disse o OHCHR. Também foi confirmado que um número desconhecido de pessoas teve seus advogados negados arbitrariamente, também infringindo a lei.

### Afeganistão
O secretário-geral Ban Ki-moon e o Conselho de Segurança começaram a condenar veementemente o ataque suicida ao complexo das Nações Unidas na cidade de Herate, no oeste do Afeganistão, onde estão baseados funcionários da missão da ONU no país e outras agências. Não houve vítimas entre o pessoal da ONU, mas alguns guardas ficaram feridos, disse o porta-voz do Secretário-Geral em um comunicado. Vários agressores foram mortos no ataque e a ONU está conduzindo uma investigação completa. Além disso, a Missão de Assistência da ONU no Afeganistão (UNAMA) também condenou o ataque e enfatizou que a Organização estava no país para apoiar os esforços para restaurar a paz e fornecer assistência humanitária e de desenvolvimento ao povo. O ataque não interrompeu as atividades da ONU em Herat, no entanto.

### Sudão
As Nações Unidas estão prontas para apoiar o próximo referendo que decidirá se o sul do Sudão declara independência do maior país da África, disse uma autoridade do órgão mundial hoje, com o recenseamento eleitoral marcado para começar em duas semanas. Durante o dia da votação, mais de 3.000 kits de registro para distribuição no sul do Sudão e 840 kits para o norte, junto com cadernos de registro e cartões, foram entregues ao SSRC e seu escritório em Juba, a capital do sul.

## Linha do tempo
- 1960: os 2 policiais são usados na Operação da ONU no Congo (ONUC)
- 1964: marca a primeira vez que o componente formal da polícia é usado na força de manutenção da paz da ONU em Chipre
- 1989: foi visto um aumento do uso da Polícia da ONU devido ao fim da Guerra Fria.

- A polícia é usada em operações de manutenção da paz na Namíbia, El Salvador e Moçambique
- 1995: A Polícia da ONU é fundamental na missão da ONU na Bósnia e Herzegovina.

- Reconhecida como uma ferramenta central para ajudar os países a se recuperarem de conflitos
- 1999: Polícia da ONU é enviada para Kosovo
- 2000: 5840 policiais da ONU estão em missões de manutenção da paz
- 2006: Uma capacidade permanente é estabelecida
- 2007: Metade de mulheres da FPU é enviada da Índia para a Libéria

- Oficiais também são enviados para Darfur

## Funções
Algumas das funções da Polícia da ONU incluem:
- Aplicação da lei provisória

Responsável pelo policiamento e pela aplicação da lei. Alguns exemplos são as operações em Kosovo e Timor-Leste
- Unidades policiais formadas

Elas são usados para controlar a multidão e reprimir tumultos
- Protegendo o pessoal da ONU

- Elas também trabalham em conjunto com as autoridades locais